# خلیج پزم
خلیج پُزم خلیجی کوچک در حاشیه شمالی دریای عمان در مقابل روستای پزم تیاب در نزدیکی کنارک در استان سیستان و بلوچستان است.